# Финцешти (Бузау)
Финцешти (рум. Fințești) насеље је у Румунији у округу Бузау у општини Наени. Oпштина се налази на надморској висини од 251 m.

## Становништво
Према подацима из 2002. године у насељу је живело 743 становника, од којих су сви румунске националности.